# بوب تشارلز (لاعب غولف)
بوب تشارلز (بالإنجليزية: Bob Charles)‏ هو لاعب غولف نيوزيلندي، ولد في 14 مارس 1936 في Carterton, New Zealand ‏ في نيوزيلندا.

## وصلات خارجية
- بوب تشارلز على موقع رابطة لاعبي الغولف المحترفين (الإنجليزية)
- بوب تشارلز على موقع رابطة أوروبا للاعبي الغولف المحترفين (الإنجليزية)
- بوب تشارلز على موقع قاعة نيوزيلندا للمشاهير الرياضية (الإنجليزية)
- بوب تشارلز على موقع إن إن دي بي (الإنجليزية)